# Naas Botha
Hendrik Egnatius Botha (Breyten, Mpumalanga), 27 de febrero de 1958) es un exjugador sudafricano de rugby que se desempeñaba como apertura. Actualmente Botha es un comentarista deportivo de SuperSport y M-Net.
Naas Botha jugó un total de 28 partidos con los Springboks marcando 312 puntos, siendo capitán de su seleccionado hasta 1992 y jugando principalmente en la década de los 80, momento por el cual, Sudáfrica se encontraba suspendida del rugby internacional por su política del Apartheid.
Es considerado uno de los mejores aperturas de la historia. De excelente juego con el pie; precisión, eficiencia, potencia, habilidad para distribuir el balón, visión de juego, entendimiento táctico excepcional y maestría en el drop. Desde 2005 es miembro del Salón de la Fama del Rugby.

## Biografía
Nacido el 27 de febrero de 1958 en Breyten, su familia se trasladó a Pretoria cuando Naas tenía 9 años. Se formó deportivamente en los Blue Bulls debutando a los 19 años y estudió en la Universidad de Pretoria. En 1983 se probó como pateador de fútbol americano pero no quedó seleccionado por los Dallas Cowboys. Con los Blues ganó 4 veces la Currie Cup en 1977, 1978, 1980 y 1987. En 1987 emigró al rugby italiano para jugar en Rugby Rovigo para ganar los únicos dos Super 10 del club en 1988 y 1990. Finalmente volvió a los Blues en 1992 para retirarse en 1995.
Naas Botha está casado con Karen, una ex atleta Springbok y saltadora poseedora del récord, la pareja tiene tres hijas. Él también tiene un hijo de una relación anterior que actualmente vive en Pretoria.

### Selección nacional
Debutó a los 19 años en el Seleccionado Nacional Sub-21. Jugó su primer partido en la selección mayor el 26 de octubre de 1980. Fue el máximo goleador de su selección hasta 2004 cuando fue superado por Percy Montgomery, sin embargo Montgomery necesitó 50 partidos para superar la marca de Botha, quien alcanzó esa cifra en solo 28 partidos. Se retiró de su selección en 1992 contra el XV de la rosa en Twickenham durante la gira por Francia e Inglaterra.

## Gira de los Lions de 1980 y Suspensión a Sudáfrica
Fue parte del seleccionado que derrotó a los Leones Británico-irlandeses en la gira de 1980 (3-1).
En 1981 el IRB decidió suspender al seleccionado de Sudáfrica por su política del Apartheid y los conflictos que derivaron del mismo durante la gira de los Springboks a Nueva Zelanda ese año. A pesar de la suspensión impuesta por el Comité, Sudáfrica pudo jugar contra Argentina en 1982, con el nombre de Sudamérica XV, con Inglaterra en 1984 desobedeciendo a la IRB y con los "rebeldes All Blacks" que desobedecieron la sanción y partieron de gira a Sudáfrica en 1986.
Por el boicot en 1981, Naas Botha solo jugó 28 partidos para los Springboks y no pudo jugar en los mundiales de Nueva Zelanda 1987 e Inglaterra 1991.

## Clubes
| Club         | País      | Año       | Partidos | Puntos | Tries |
| ------------ | --------- | --------- | -------- | ------ | ----- |
| Blue Bulls   | Sudáfrica | 1977-1995 | 179      | 2511   | 8     |
| Rugby Rovigo | Italia    | 1987-1992 | 119      | 1731   | 3     |
|              | TOTAL     | 1977-1995 | 298      | 4242   | 11    |